# La Campa
La Campa es un municipio del departamento de Lempira en la República de Honduras.

## Toponimia
Antiguamente se conocía con el nombre de "Tecauxinas".
El nombre de "La Campa" tiene su origen en una expresión que utilizaban los primitivos cuando laboraban en minas, quienes al observar que iba a llover o caía la tarde, se invitaban diciendo: !Vamos a "acampar"! que quiere decir descansar o dejar pasar la lluvia.

## Límites
La Campa, dista 16 km de la Ciudad de Gracias. A medida se avanza se puede apreciar el lado sudeste del Parque nacional de Celaque.
| Orientación | Límite                                    |
| ----------- | ----------------------------------------- |
| Norte       | Municipio de Gracias, Lempira             |
| Norte       | Municipio de Belén, Lempira               |
| Sur         | Municipio de San Andrés, Lempira          |
| Sur         | Municipio de Santa Cruz, Lempira          |
| Este        | Municipio de Belén, Lempira               |
| Oeste       | Municipio de San Manuel Colohete, Lempira |
| Oeste       | Municipio de San Sebastián, Lempira       |

Extensión territorial: 108.3 km².

## Clima
Se encuentra en una ladera de una colina y está protegida por una línea de macizos rocosos los cuales están cubiertos de pinos. Esto provoca que el clima de La Campa sea muy fresco. 

## Historia
Al comienzo estuvo ubicado en una meseta entre los cerros Cincinera y Santo Tomás, por razones religiosas fue trasladado al lugar que ocupa actualmente.
En 1887, en el censo de población de 1887, era una aldea del Municipio de Gracias.
En 1921, fue constituido como municipio.

## Población
Se puede decir que la mitad de los pobladores en La Campa presentan características de mestizaje y la otra mitad son descendientes de indígenas de la zona. 
- Población: en el año 2013 se tenía una población de 6515 habitantes. De acuerdo a proyecciones elaborabas por el INE se espera tener para el 2020, un aproximado de 8144 habitantes.

## Economía
Debido a su altura sobre el nivel del mar, no ayuda para el cultivo y producción de la planta de café, además la geografía cercana tiene sabanas que permiten la agricultura. Una ventaja muy importante es contar con numerosas fuentes de agua, que nacen del Parque Nacional de Celaque. La producción de ganado es escaso.

## Turismo

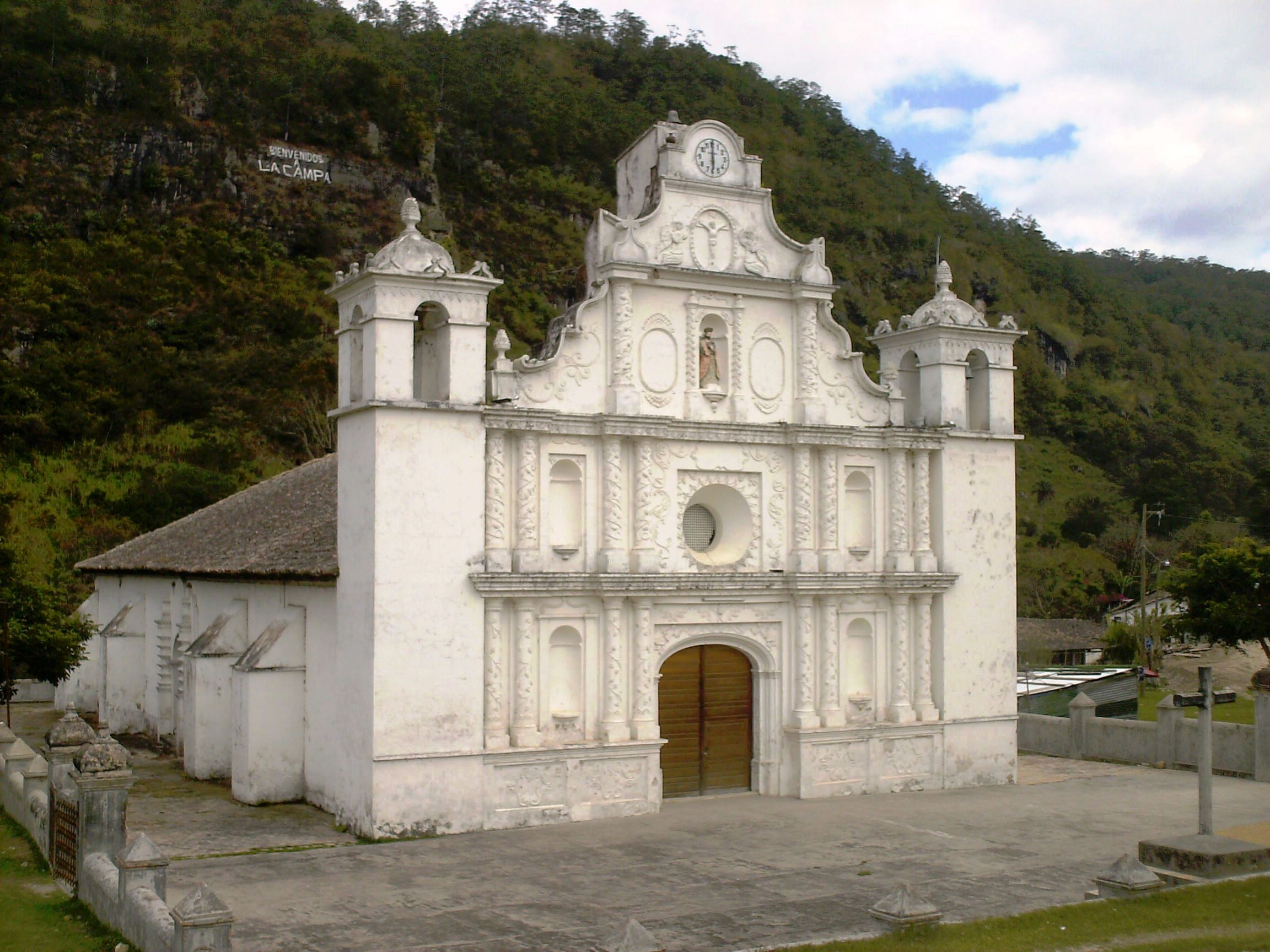
La reconocida iglesia colonial.

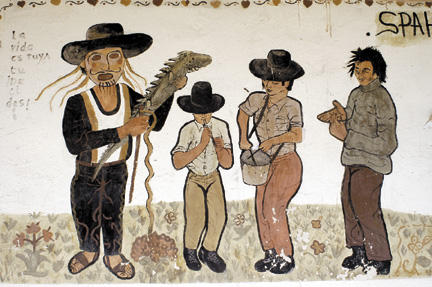
Gráfica Popular de "El Baile del Garrobo" por Arturo Sosa para el CCET.

Debido a su cercanía con la colonial  Ciudad de Gracias, se organizan muchas visitas guiadas hacia los poblados coloniales de la Ruta "Colosuca".
La iglesia de construcción colonial es una de las mayores atracciones. 
La Campa es uno de los municipios del Departamento de Lempira con un gran potencial turístico. Los hermosos y originales tallados en barro son un centro de especial atracción al turista. En este municipio, se encuentra el Canoppy más alto y largo de Centroamérica cuya altura es de aproximadamente 350 m .

### Fiesta Patronal
Su Feria Patronal es del 15 al 28 de febrero, día de San Matías.

## Infraestructura
La cabecera cuenta con energía eléctrica y progresivamente se electrifican las aldeas vecinas. También cuenta con servicios de telecomunicación móvil, también opera un pequeño hotel para visitantes y turistas. 

## División Política
Aldeas: 5 (2013)
Caseríos: 51 (2013)
| Código | Aldea           |
| ------ | --------------- |
| 130801 | La Campa        |
| 130802 | El Mezcalillo   |
| 130803 | Las Cañadas     |
| 130804 | Nueva Esperanza |
| 130805 | Santa Catarina  |